# 皆道あゆむ
皆道 あゆむ（かいとう あゆむ、1988年2月7日 - ）は、日本の元AV女優。

## 略歴・人物
千葉県出身。趣味・特技は美味しいものを食べること。
2015年7月、元地方局アナウンサーの触れ込みでプレミアム専属女優としてAVデビュー。所属事務所はマークスジャパン。
6作品に出演し引退。

## 出演作品

### アダルトDVD
※メーカーは全作品「プレミアム」
2015年
- 元地方局アナウンサー! 清楚な照れエロお姉さん AVデビュー（7月7日）
- 初絶頂 膣イキ覚醒（8月7日）
- 皆道あゆむとイチャイチャエッチ同棲生活。（9月7日）
- 放尿、潮吹き、大失禁。（10月7日）
- 濃厚、密着、セックス。（11月7日）
- ノーパン女教師（12月7日）

2016年
- 皆道あゆむ PREMIUM BEST 8時間（4月7日）※ベスト版

## 雑誌
- 週刊大衆 2015年7月27日号（2015年7月13日、双葉社） - 「元地方局女子アナAV女優のすべて」